# المركز الأوروبي لرواد الفضاء
المركز الأوروبي لرواد الفضاء (بالإنجليزية: European Astronaut Centre)‏ ويُدعى اختصارًا EAC، وهو المركز المسؤول عن تدريب وتحضير رواد الفضاء للمهمات المستقبلية في وكالة الفضاء الأوروبية، ويقع في كولون، ألمانيا.
يحوي أربعة أقسام، كل قسم يختص بمهمة معينة كالتدريب والطب والتعليم والعلاقات العامة، وإدارة رواد الفضاء.
حيث يعمل المركز بشكل رئيسي على تجهيز رواد الفضاء بالخبرات اللازمة (كالتدرب باستخدام بركة الطفو المحايد)، ودعمهم بكافة التقنيات اللازمة تحت أشراف مختبر كولومبوس ومركبة النقل الفضائية.
وتتولى المنظمة الأوروبية لرواد الفضاء أيضا تنظيم تدريب الرواد الأوروبيين في مراكز شركاء آخرين مثل (مركز لندون بي جونسون للفضاء) بالولايات المتحدة، (ستار سيتي [الإنجليزية]) في روسيا، وكندا (سانت هوبيرت [الإنجليزية]) في كندا، (تسوكوبا) باليابان.
وتركز الأقسام الطبية (مكتب الدعم الطبي للطاقم [الإنجليزية]) على تقديم الدعم الصحي لرواد الفضاء وأسرهم، وأما أقسام التعليم والعلاقات العامة فتشترك في الأنشطة المتصلة بالتعليم والتوعية والتمثيل المناسب لرواد الفضاء وأنشطتهم أمام الجمهور.

## وصلات خارجية
- ESA EAC site
- ESA page with informations about EAC
- ESA Astronauts blog
- ESA_EACعلى تويتر.